# 국가정보화전략위원회
국가정보화전략위원회(國家情報化戰略委員會)는 국가정보화 비전을 제시하고 이를 달성하기 위한 계획의 수립·추진·점검을 수행하기 위해 설립된 대통령 소속 자문위원회이다. 국무총리와 공동민간위원장에 정보화 관련 중앙행정기관장 등 당연직 정부위원 15인과 정보화 분야 민간전문가 14인 등 총 31인으로 구성되어 있다. 서울특별시 종로구 종로1길 42 (수송동 146-1) 이마빌딩 909호에 위치하고 있으나 정부중앙청사로 이전할 예정이다.

## 설립 근거
- 국가정보화 기본법[5]

## 연혁
- 1995년 8월 4일 정보화촉진기본법 제정
- 1996년 6월 11일 제1차 정보화추진위원회 개최
- 1996년 6월 11일 정보화추진위원회 출범
- 2009년 2월 5일 제31차 정보화추진위원회 개최
- 2009년 5월 22일 정보화촉진기본법을 국가정보화기본법으로 개정
- 2009년 11월 10일 국가정보화전략위원회 출범
- 2009년 12월 15일 국가정보화전략위원회 1차 회의
- 2010년 7월 20일 '스마트워크 활성화전략' VIP보고
- 2010년 11월 10일 운영지원단 설치 위한 국가정보화기본법시행령 개정
- 2010년 12월 1일 운영지원단 개소

## 주요 업무
- 국가정보화 기본계획 및 시행계획의 수립, 추진실적 점검
- 국가정보화 관련 주요 정책 및 사업의 심의·의결
- 범정부 국가정보화 정책 아젠다 개발 및 이행전략 마련
- 각 부처 주요 국가정보화 정책의 조정·연계

## 조직

### 국가정보화전략위원회 위원장 (2인)
- 국무총리
- 국가정보화에 관한 전문지식과 경험이 풍부한 사람 중에서 대통령이 위촉하는 사람

### 위원
- 국회사무총장, 법원행정처장, 헌법재판소사무처장과 중앙선거관리위원회사무총장
- 중앙행정기관의 장과 지방자치단체의 장 중 대통령령으로 정하는 사람[6][7]
- 국가정보화에 관한 전문지식과 경험이 풍부한 사람 중에서 대통령이 위촉하는 사람

### 간사
- 안전행정부 장관

#### 전문위원회
- 전자정부전문위원회
- IT산업전문위원회
- 차세대인프라전문위원회
- 정보화역기능전문위원회
- 법제도전문위원회

## 소속 기관

### 운영지원단
- 기획총괄팀
- 정책1팀
- 정책2팀

## 같이 보기
- 한국정보화진흥원